# 품행제로 (1933년 영화)
《품행제로》(프랑스어: Zéro de conduite)는 장 비고의 1933년 단편 영화이다. 1933년 4월 7일에 개봉했다. 작품의 무정부주의성(無政府主義性)
때문에 프랑스 정부로부터 상영금지 처분을 받았다가, 1946년 2월 15일 해금(解禁)되었다.
감독 자신이 소년기를 기숙 학교에서 보냈기 때문에, 자전적(自傳的) 요소가 들어있다. 권위적이고 관료적인 학교에 대한 반항적 시각이 드러난다.

## 줄거리
여름 방학이 끝나자 다시 학교 기숙사로 돌아오는 프랑스 소년 코사와 브루엘. 이들이 탄 증기 기관차가 멈추자, 이들은 학교로 들어간다. 학교에서는 엄격하게 규율대로 행동하도록 아이들을 훈육하고, 이를 어길시에는 '품행제로'라고 판단하여 처벌하기 일쑤다. 코사와 브루엘은 기숙사 사감에게 처벌을 당하는데, 학교의 교사들이란 교사들은 하나같이 융통성없는 작은 독재자들로 그려진다. 단 한 사람, 젊은 교사 위게만이 학생들과 함께 놀며 호흡을 같이 한다.
위게는 학생들을 데리고 마을로 소풍을 나가서 재미있게 논다. 하지만 완고한 벽과 다름없는 교장 선생은 아이들에게 다시 처벌을 내린다. 이렇게 되자, 코사와 브루엘들은 그런 처사에 불평하면서 기숙사에서 소동을 일으킨다. 그 바람에 그들이 놀던 침대 위에서 베개와 침대보의 오리털이 새하얀 눈처럼 날린다.
이윽고 학교 축제가 다가오는데, 코사와 브루엘들은 지붕 위에서 책과 신발 등을 던지며 항의한다. 이에 그치지 않고 학생들은 프랑스 국기를 내리고 자신들만의 깃발을 높이 올리며, 하늘을 올려다 보며 노래를 하는데...

## 출연

### 주연
- 장 다스테
- 레옹 라리브

## 제작
니스에서 파리로 거주지를 옮겨 온 장 비고는 그곳에서 실업가(實業家) 자크루이 누네(Jacques-Louis Nounez)와 친구가 된다. 장 비고는 자크루이 누네와 함께 자신의 기숙 학교 경험을 다룬 영화 구상(構想)을 논의했으며, 누네가 투자에 동의하여 제작이 시작되었다.
1932년 12월에 촬영을 시작해 1933년 1월에 끝마쳤다. 제작비는 200,000 프랑이 소요되었다. 장 비고는 주로 비전문 배우를 기용했고 필요에 따라서는 길거리에서 즉석으로 캐스팅하기도 했다.

## 반응
1933년 4월 7일 파리에서 개봉되었다. 다수 관객은 야유를 보냈고, 자크 프레베르를 비롯한 소수 관객은 환호를 보냈다. 프랑스 평론계는 양분되었다. 혹평하는 쪽에선 영화를 "화장실 변기"에 비유하며 "터무니 없다"고 평했다. 지지하는 쪽에선 "불같이 맹렬한" 영화라 평하며, 장 비고를 "영화의 루이페르디낭 셀린"이라 칭했다. 작품은 곧바로 "공공질서를 저해한다"는 이유로 상영 금지 처분을 받았다.

## 수상
2011년 바르타노프파라자노프 인스티튜트 어워드에서 사후(死後) 수상했다. 장 비고의 딸이자 영화평론가인 뤼스 비고(Luce Vigo)가 수여(授與)받았다.

## 영향
- 프랑수아 트뤼포는 1959년 작품 400번의 구타에서 오마주를 바쳤다.[4]
- 에미르 쿠스투리차의 1985년 작품 아빠는 출장 중이 영향을 받았다.[4]
- 린지 앤더슨의 1968년 작품 이프가 영향을 받았다.[5]

## 최고의 영화 선정
- 《사이트 앤 사운드》 2012년 역대 최고의 영화 투표에서 5명의 평론가, 7명의 감독에게 표를 받아 평론가 순위 323위, 감독 순위 91위로 선정되었다.[6]
- 《죽기 전에 꼭 봐야 할 영화 1001편》에 선정되었다.[7]
- 《한겨레 신문》 영화 100년 영화 100편에 선정되었다.[8]